# フルーツポンチ3対3
フルーツポンチ3対3（ふるーつぽんちさんたいさん）はNETテレビ（現・テレビ朝日）のナショナルゴールデン劇場枠で1968年11月28日から1969年1月9日まで放映されたテレビドラマ。

## 概要
タイトルに果物を冠した「フルーツシリーズ」のテレビドラマ第4弾。
三人の娘をかかえた中根家の母親と三人の子持ちの男やもめの矢島家の再婚で連れ子同士がいがみ合う関係になり、兄弟姉妹としてお互いに和解するまでを描いたドタバタコメディ。
当時、スポンサーである松下電器（現：パナソニック）の主力製品であったナショナルカラーテレビ「パナカラー」の売り上げ倍増を目的に「ナショナル劇場」(TBS系)や「ズバリ!当てましょう」(フジテレビ系)などの同社の単独提供番組がカラー化される中で唯一のモノクロ作品でもあった。

## キャスト
- 中根千春：星由里子
- 矢島純二：山口崇
- 中根成子：高峰三枝子
- 中根夏緒：吉沢京子
- 中根冬子：弓恵子
- 矢島敬一：川崎敬三
- 寺島信子
- 矢島寛：大坂志郎
- 矢島良二：山本紀彦
- 千石規子

## スタッフ
- 原作・脚本：松木ひろし
- 演出：奈良井仁一

## サブタイトル
1. 1968年11月28日「宣戦布告」
2. 12月5日「敵前上陸」
3. 12月12日「全面戦争」
4. 12月19日「孤軍奮闘」
5. 12月26日「戦局混沌」
6. 1969年1月2日「和平工作」
7. 1月9日「全面講和」